# Licínio Chainho Pereira
Licínio Chainho Pereira, é um professor português e antigo reitor da Universidade do Minho.
Chaínho Pereira nasceu em Grândola, Distrito de Setúbal em Portugal em 1939. É engenheiro químico industrial pelo Instituto Superior Técnico, tendo-se doutorado em 1972 em Física Molecular pela Universidade de Nottingham no Reino Unido.
Foi professor auxiliar da Universidade de Lourenço Marques.
Na Universidade do Minho foi vice-reitor (1983/1998) e reitor entre 1998 e 2002.
No domínio da literatura, L. Corte Salva é o seu pseudónimo artístico, tendo editado o livro Vento do Sul: crónicas poéticas da vida.